# Hugo Grotius
Hugo de Groot ou Huig de Groot, dit Grotius, né le 10 avril 1583 à Delft et mort le 28 août 1645 à Rostock, est un humaniste, diplomate, avocat, théologien et juriste néerlandais des débuts de la république des Provinces-Unies (1581-1795), issue de l'insurrection des Pays-Bas contre Philippe II.
Jeune prodige intellectuel, il étudie à l'université de Leyde et fait ensuite partie des cercles dirigeants de la province de Hollande. Mais en 1618, il est victime du conflit entre le stathouder Maurice de Nassau et le grand-pensionnaire Johan van Oldenbarnevelt, lié à un conflit religieux du calvinisme néerlandais, la controverse sur l'arminianisme. Alors que le grand-pensionnaire est condamné à mort, Grotius est seulement condamné à la prison perpétuelle. Mais il réussit à s'évader en 1621, caché dans un coffre à livres, et écrit ensuite la plupart de ses œuvres majeures en exil en France, où il vit d'abord comme réfugié, puis comme ambassadeur de Suède à partir de 1634.
Hugo Grotius est une figure majeure dans les domaines de la philosophie, de la théorie politique et du droit durant les XVIIe siècle et XVIIIe siècle. Prolongeant les travaux antérieurs de Francisco de Vitoria, Francisco Suárez et Alberico Gentili, il jette les bases du droit international, fondé sur le droit naturel dans son versant protestant. Deux de ses livres ont un impact durable dans le domaine du droit international : le De Jure Belli ac Pacis (Le Droit de la guerre et de la paix) dédié à Louis XIII de France et le Mare Liberum (en) (De la liberté des mers). Grotius contribue également beaucoup à l'évolution de la notion de « droits ». Avant lui, les droits étaient avant tout perçus comme rattachés aux objets ; après lui, ils sont vus comme appartenant à des personnes, comme l'expression d'une capacité d'agir ou comme des moyens de réaliser telle ou telle chose.
On pense que Grotius n'est pas le premier à avoir formulé la doctrine de l'École anglaise en relations internationales, mais il est l'un des premiers à définir expressément l'idée d’une société unique d'États, régie non par la force ou la guerre, mais par des lois effectives et par un accord mutuel visant à faire respecter la loi. Comme le déclarait Hedley Bull en 1990 : « L'idée de la société internationale proposée par Grotius a été concrétisée par les traités de Westphalie. Grotius peut être considéré comme le père intellectuel de ce premier accord général de paix des temps modernes ».
De plus, ses contributions à la théologie arminienne contribuent à établir les fondations des mouvements arminiens ultérieurs, tels que le méthodisme et le pentecôtisme ; Grotius est reconnu comme une figure importante du débat arminien-calviniste. En raison du fondement théologique de sa théorie du libre-échange, il est également considéré comme un « économiste théologien ». Grotius est aussi un dramaturge et poète. Sa pensée est revenue sur le devant de la scène après la Première Guerre mondiale.

## Biographie

### Jeunesse

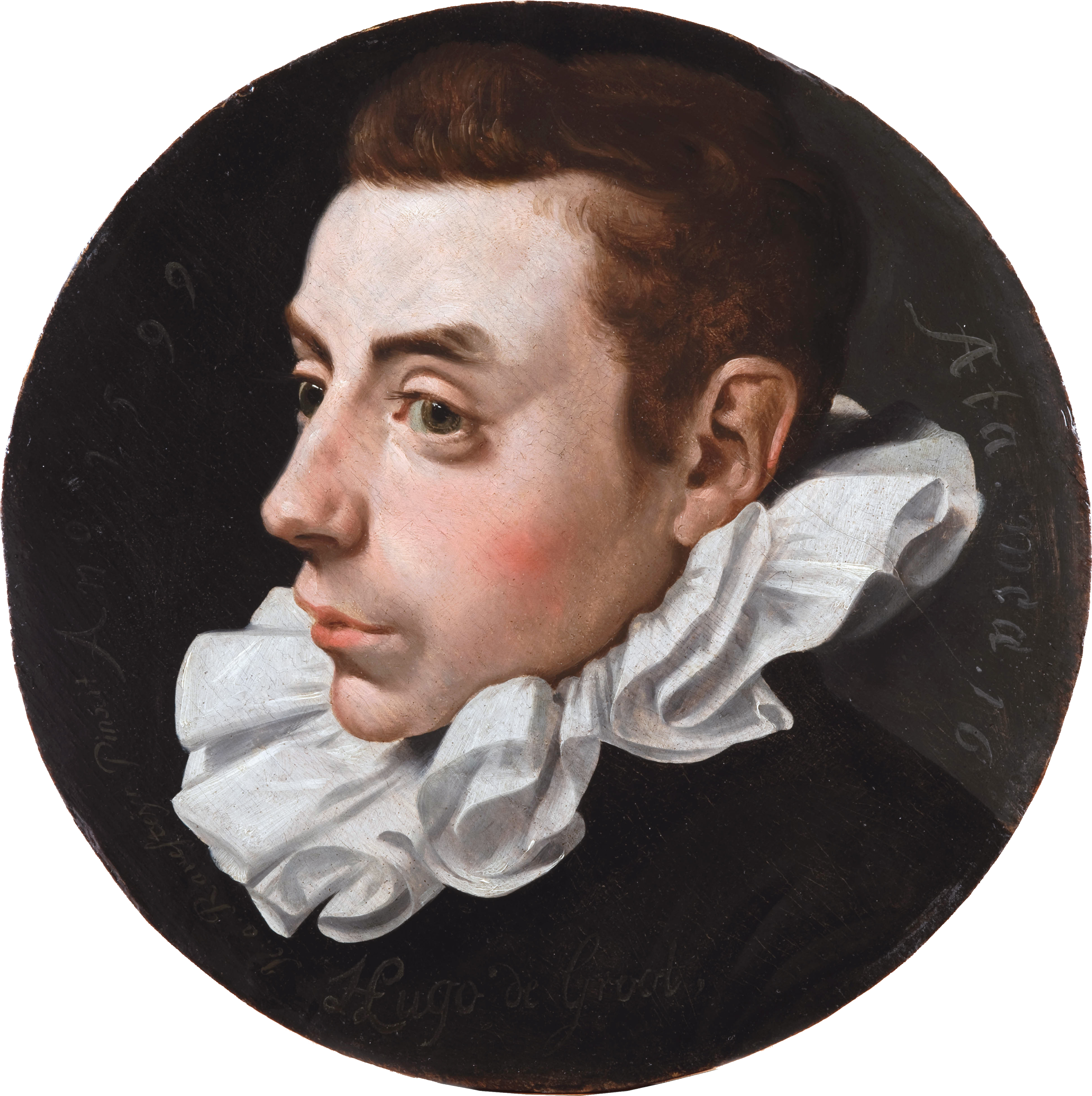
Grotius à 16 ans, par Jan Antonisz van Ravesteyn, 1599

Hugo de Groot naît en 1583 à Delft au cours de la révolte des Pays-Bas commencée en 1568, alors que les États généraux viennent de proclamer la déchéance de Philippe II de ses droits aux Pays-Bas (acte de La Haye, 1581), ce qui est considéré comme l'origine d'un nouvel État, les Provinces-Unies.
Hugo est le premier enfant de Jan de Groot et d'Alida van Overschie. Son père, bourgmestre, est un érudit qui a étudié avec l’éminent Juste Lipse à Leyde. Traducteur d'Archimède et ami de Ludolph van Ceulen,, il donne à son fils une éducation humaniste et aristotélicienne traditionnelle.
Enfant prodige, Hugo entre à 11 ans à l’université de Leyde, où il étudie avec certains des intellectuels les plus acclamés du nord de l’Europe, dont Franciscus Junius, Joseph Juste Scaliger et Rudolph Snellius.
À 13 ans, il entreprend l'édition de l'œuvre de l'encyclopédiste latin Martianus Capella, auteur de l'antiquité tardive avec l'aide de son maître, Joseph Juste Scaliger ; publiée en 1599, cette édition, enrichie d'un commentaire sur les sept arts libéraux, Martiani Minei Felicis Capellæ Carthaginiensis viri proconsularis Satyricon... restera une référence pendant plusieurs siècles.
En 1598, à l'âge de 15 ans, il accompagne le grand-pensionnaire Johan van Oldenbarnevelt dans une mission diplomatique à Paris. À cette occasion, le roi Henri IV l'aurait présenté à sa cour comme « le miracle de la Hollande ». Durant son séjour en France, il obtient un diplôme de droit de l'université d'Orléans.

### Au service de la province de Hollande

#### Avocat de La Haye
De retour en Hollande, Grotius est nommé avocat à La Haye en 1599, puis historiographe officiel des États de Hollande en 1601. Les Hollandais le chargent d'écrire leur histoire pour mieux se démarquer de l'Espagne, contre laquelle les Provinces-Unies sont encore en guerre.
La première occasion qu'il a d'écrire systématiquement sur des questions de justice internationale date de 1604, lorsqu'il intervient dans une procédure judiciaire à la suite de la saisie par les marchands néerlandais d'une caraque portugaise et de sa cargaison dans le détroit de Singapour[réf. nécessaire].

#### Les traités sur le droit maritime (1604-1609)

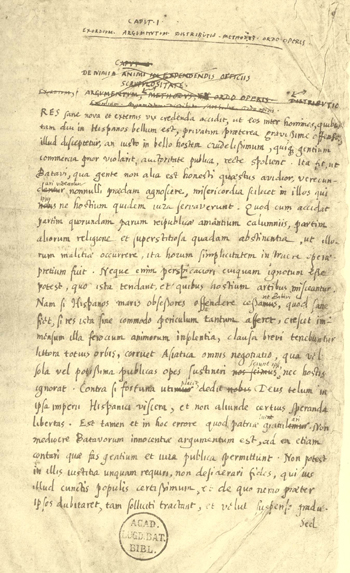
Le manuscrit de De Indis (vers 1604/05) écrite de la main de Grotius

Les Hollandais sont en guerre contre l'Espagne, étant toujours considérés par le roi d'Espagne comme des sujets révoltés. Mais, en ce qui concerne le Portugal, bien qu'il soit, depuis 1580, lié à l'Espagne par une union dynastique, il n'est pas formellement en guerre avec les Provinces-Unies. La capture d'un navire neutre équivaut à un acte de piraterie, ou à une déclaration de guerre. Effectivement, le Portugal et les Provinces-Unies s'engagent alors dans un conflit qui va se prolonger  jusqu'en 1661, au delà de la guerre avec l'Espagne, terminée en 1648.
La guerre commence lorsque le cousin de Grotius, le capitaine Jacob van Heemskerk, capture une caraque de marchands portugais, le Santa Catarina, au large de Singapour, en 1603[réf. nécessaire]. Heemskerk est employé par la Compagnie unie d'Amsterdam, qui fait partie de la Compagnie néerlandaise des Indes orientales, fondée en 1602. Bien qu'il n'ait pas l'autorisation de la compagnie ni du gouvernement pour faire usage de la force contre des Portugais, nombre d'actionnaires sont désireux d'accepter les richesses qu'il leur a rapportées.
Il est non seulement problématique du point de vue juridique de conserver cette prise, douteuse au regard de la loi néerlandaise, mais un groupe d'actionnaires (principalement des mennonites) s'oppose à cette saisie pour des raisons morales ; de leur côté, les Portugais exigent la restitution de leur cargaison. Le scandale conduit à une audience judiciaire et à une campagne plus vaste visant à influencer l'opinion publique nationale et internationale[réf. nécessaire].
C'est dans ce contexte que les dirigeants de la Compagnie demandent à Grotius de rédiger une défense polémique de la saisie.

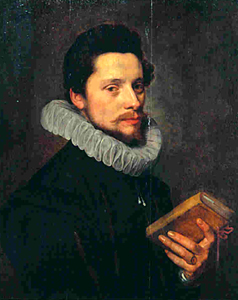
Portrait de Grotius à 25 ans (Michiel Jansz. Van Mierevelt, 1608)

Le résultat du travail de Grotius au cours des années 1604-1605 est un long traité, chargé de théorie, qu'il intitule provisoirement De Indis (Sur les Indes). Grotius fonde sa défense de la saisie sur les principes naturels de la justice. En cela, il jette un filet beaucoup plus large que l’affaire ; son intérêt était la source et le terrain de la légalité de la guerre en général[pas clair]. Ce traité n'a pas été publié intégralement du vivant de Grotius, peut-être parce que la décision de justice rendue en faveur de la Compagnie préemptait la nécessité de recueillir le soutien du public[réf. nécessaire].
Dans Mare Liberum [« La mer libre »], publié en 1609, Grotius formule le nouveau principe selon lequel la mer est un territoire international et que toutes les nations sont libres de l'utiliser pour le commerce maritime. Grotius, en revendiquant la « liberté des mers », a fourni une justification idéologique appropriée à la dissolution par les Pays-Bas de divers monopoles commerciaux par le biais de son formidable pouvoir naval (pour ensuite établir son propre monopole)[réf. nécessaire]. L'Angleterre, rivale des Néerlandais pour la domination du commerce mondial, s'oppose à cette idée et affirme dans le traité Mare clausum [« La mer fermée »] de John Selden, « que la domination de la mer de Grande-Bretagne, ou ce que comprend l'île de la Grande-Bretagne, est et a toujours été une part ou un droit de l'empire de cette île. »
Il est généralement admis que Grotius a énoncé le principe de la liberté des mers, mais dans les faits, les pays de l’océan Indien et d’autres mers asiatiques avaient accepté le droit de navigation sans obstacle, bien avant que Grotius n’écrive son De iure praedae [Sur le droit de capture] en 1604[pas clair]. Le théologien espagnol du XVIe siècle, Francisco de Vitoria, avait déjà postulé l'idée de la liberté des mers de manière plus rudimentaire sous les principes du jus gentium. La notion de liberté des mers de Grotius perdurera jusqu'au milieu du XXe siècle et continue de s'appliquer de nos jours à une grande partie de la haute mer, bien que l'application du concept et sa portée aient changé[réf. nécessaire].

#### Haut fonctionnaire de la province

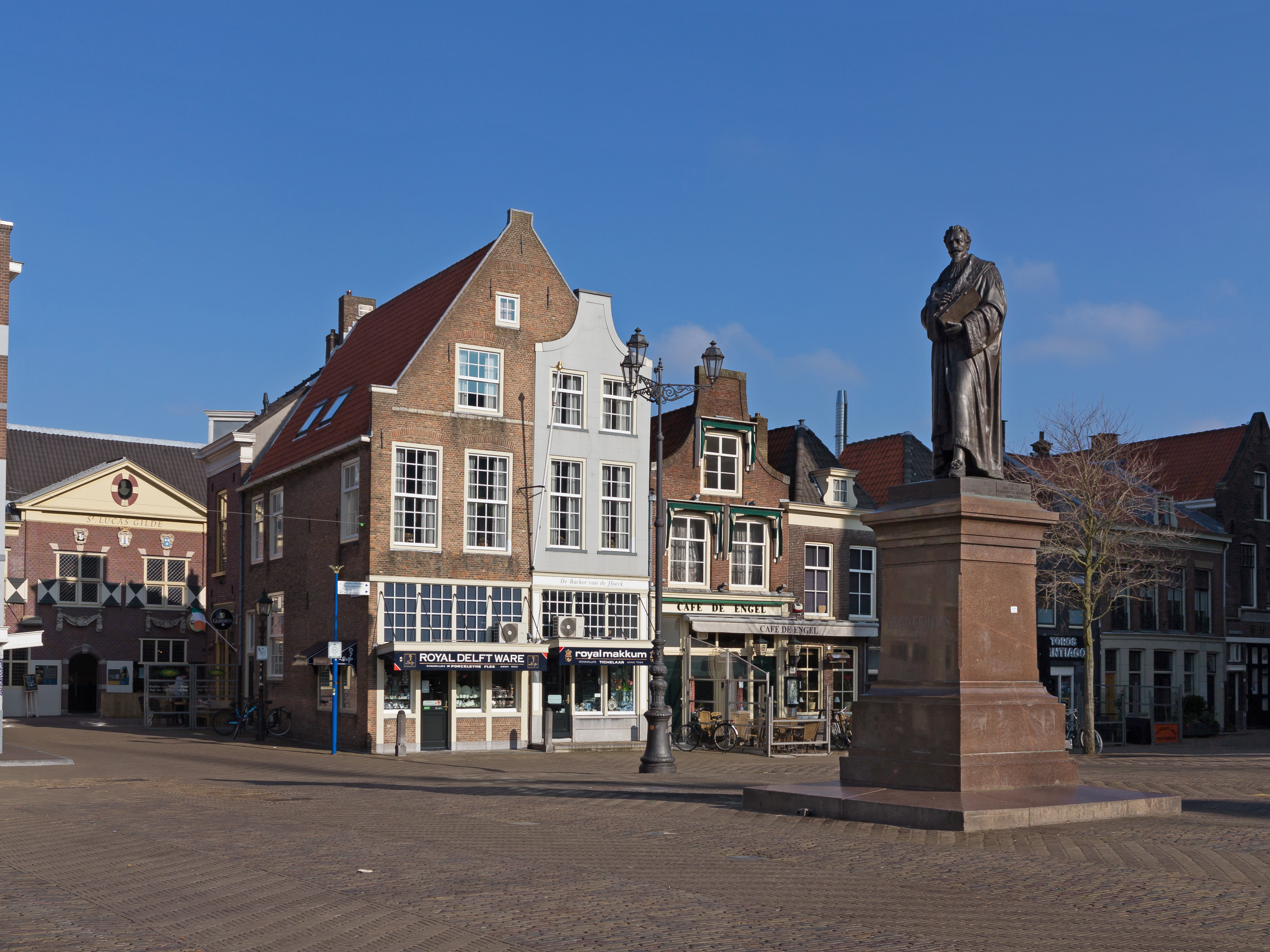
La statue de Hugo de Groot à Delft

Protégé par Johan van Oldenbarnevelt, qui en tant que grand-pensionnaire (pensionnaire des États de Hollande), est la personnalité civile la plus haut placée aux Provinces-Unies, face au commandant en chef, Maurice de Nassau, Grotius connaît une ascension rapide. Il est retenu comme conseiller résident van Oldenbarnevelt en 1605 et comme avocat général de l'administration fiscale de Hollande, de Zélande et de Frise en 1607.
En 1608, il épouse Maria van Reigersberch, qui va donner naissance à sept enfants (trois filles et quatre garçons), dont seuls quatre ont survécu au-delà de la jeunesse. Grotius trouvera dans cette famille une aide inestimable au moment de la tempête politique de 1618.
En 1609, après des négociations qui durent depuis 1607, les Provinces-Unies et l'Espagne concluent le traité d'Anvers, un accord de trêve de douze ans, à laquelle Oldenbarnevelt est plus favorable que Maurice de Nassau.
En 1613, Grotius est nommé pensionnaire de la ville de Rotterdam, ce qui est l'équivalent du poste de maire.
Cette même année, à la suite de la capture de deux vaisseaux hollandais par les Anglais, il est envoyé en mission à Londres, une mission appropriée à l'auteur de Mare liberum (1609). Mais les Anglais lui opposent la raison du plus fort et il ne réussit pas à obtenir la restitution des bateaux.

### La crise religieuse au sein du protestantisme des Provinces-Unies

#### La controverse entre Arminius et Gomarus
Durant ces années, une controverse théologique éclate entre deux professeurs de théologie de l'université de Leyde, Jacobus Arminius, et Franciscus Gomarus. Les disciples et les partisans d'Arminius sont appelés les « remontrants », ceux de Gomarus, les « contre-remontrants ».
Gomarus (1563-1641) est en poste à Leyde depuis 1594. Arminius (1560-1609), pasteur à Amsterdam depuis 1587 après avoir étudié à Leyde et à Genève, a été nommé professeur à Leyde en 1603. Sur le plan théologique, Gomarus défend le point de vue de Calvin sur la prédestination, alors qu'Arminius remet en question l'idée d'une prédestination stricte, ce qui le rend suspect de pélagianisme aux yeux des dirigeants de l'Église réformée néerlandaise (Nederduitse Gereformeerde Kerk), instituée en 1571 et associée depuis 1579 avec l'union d'Utrecht des villes et provinces insurgées (le pacte de l'union d'Utrecht est le fondement institutionnel des Provinces-Unies).
L'université de Leyde, créée en 1576 à la demande de Guillaume d'Orange pour doter les provinces insurgées d'une université, face à l'ancienne université de Louvain, est placée « sous l'autorité des états de la Hollande ; ils [sont] responsables, entre autres choses, de la politique concernant les nominations dans cette institution, qui [est] régie en leur nom par un conseil de curateurs et, en dernière instance, il [incombe] aux États de traiter les cas d'hétérodoxie parmi les professeurs. » 
Les dissensions entre Arminius et Gomarus sont restées confinées à l'université jusqu'à la mort du premier (octobre 1609), quelques mois après le début de la trêve (avril). La situation de paix déplace l'attention du peuple sur cette controverse[réf. nécessaire], qui prend alors une dimension politique.
Grotius va prendre une part déterminante dans ce conflit politico-religieux, dans le camp des remontrants, comme Oldenbarnevelt, ainsi que nombre des dirigeants de la province de Hollande.

#### La controverse autour de Conrad Vorstius, successeur d'Arminius
La succession d'Arminius est confiée à un théologien arminien, Conrad Vorstius (1569-1622). Cette nomination est soutenue par Johan van Oldenbarnevelt et par le pasteur Johannes Wtenbogaert (1557-1644), pasteur à La Haye, un des principaux disciples d'Arminius.
Vorstius est très vite perçu par les gomaristes comme allant plus loin qu'Arminius vers le socinianisme et il est même accusé d'enseigner l'irréligion. Le professeur de théologie Sibrandus Lubbertus (1555-1625) lance un appel à sa destitution. Gomarus démissionne de son poste à Leyde pour protester contre le maintien de Vorstius en fonction[réf. nécessaire] (il devient ensuite prédicateur à Middelbourg, en Zélande).
Les gomaristes reçoivent le soutien du roi d'Angleterre, Jacques Ier, « qui a tonné fort contre la nomination de Leyde et a dépeint Vorstius comme un affreux hérétique. Il ordonna que ses livres soient publiquement brûlés à Londres, Cambridge et Oxford, et il exerça une pression constante sur son ambassadeur à La Haye, Ralph Winwood, pour que le rendez-vous soit annulé. » Jacques Ier commence alors à se détourner d'Oldenbarnevelt et à accorder sa confiance à Maurice de Nassau.

#### «Remontrants» et «contre-remontrants»
En 1610, les partisans d'Arminius présentent aux États de Hollande une requête en cinq articles, intitulée Remontrance, d'où leur vient l'appellation politique de « remontrants » à côté de l'appellation théologique d'« arminiens ».
En 1611, Johan van Oldenbarnevelt organise à La Haye une conférence entre six remontrants et six gomaristes. Ceux-ci présentent leur point de vue en sept articles contre la « remontrance » (ils sont ensuite appelés « contre-remontrants »).
Dans l'ensemble, les contre-remontrants sont soutenus par les gens du peuple, alors que les élites sont plutôt remontrantes. Cela provoque des troubles de l'ordre public, notamment en Hollande, dont le gouvernement est favorable aux remontrants. En revanche, le stathouder, qui pense que son devoir est de maintenir l'unité de la république, estime que cela passe par l'unité religieuse autour de l'Église réformée.

#### L'intervention de Grotius:Ordinum pietas
Grotius se joint à la controverse en écrivant Ordinum Hollandiae ac Westfrisiae pietas (La piété des États de Hollande et de Frise-occidentale), « un pamphlet [...] dirigé contre un opposant, le professeur calviniste Franeker Lubbertus ; il avait été commandé par les maîtres de Grotius, les États de Hollande, et a donc été écrit pour l'occasion, bien que Grotius eût peut-être déjà envisagé un tel livre. »
Cet ouvrage de vingt-sept pages est « polémique et acrimonieux » et seulement les deux tiers traitent directement de la politique ecclésiastique, principalement des synodes et des offices. Il y défend notamment le droit des autorités civiles de nommer les professeurs de leur choix à la faculté de théologie, indépendamment des souhaits des autorités religieuses.
Cette œuvre, publiée en 1613, suscite une réaction violente de la part des contre-remontrants. « On pourrait dire que toutes les œuvres suivantes de Grotius jusqu'à son arrestation en 1618 constituent une tentative vaine de réparer les dommages causés par ce livre ».
En 1617, il publie De satisfactione Christi adversus Faustum Socinum dans le but de « prouver que les arminiens sont loin d'être des sociniens ».

#### L'édit de tolérance des États de Hollande (1614)
Sous l'influence d'Oldenbarnevelt, les États de Hollande adoptent une position de tolérance religieuse en ce qui concerne les remontrants et les contre-remontrants.
Grotius, qui participe à la controverse en tant que procureur général des Pays-Bas, puis en tant que membre du Comité des conseillers, est invité à rédiger un édit afin de définir cette politique de tolérance.
Cet édit, Decretum pro pace ecclesiarum (Décret pour la paix des églises) est achevé à la fin de 1613 ou au début de 1614.
Il est fondé sur un point de vue que Grotius a développé dans plusieurs écrits sur l'Église et l'État (voir Erastianisme) : que seuls les principes de base nécessaires au maintien de l'ordre civil, par exemple, l'existence de Dieu et de la providence divine, doivent être imposés aux sujets de l'État, tandis que les différends sur des points de doctrine théologique parfois très obscurs devraient être laissés à la conscience des fidèles.

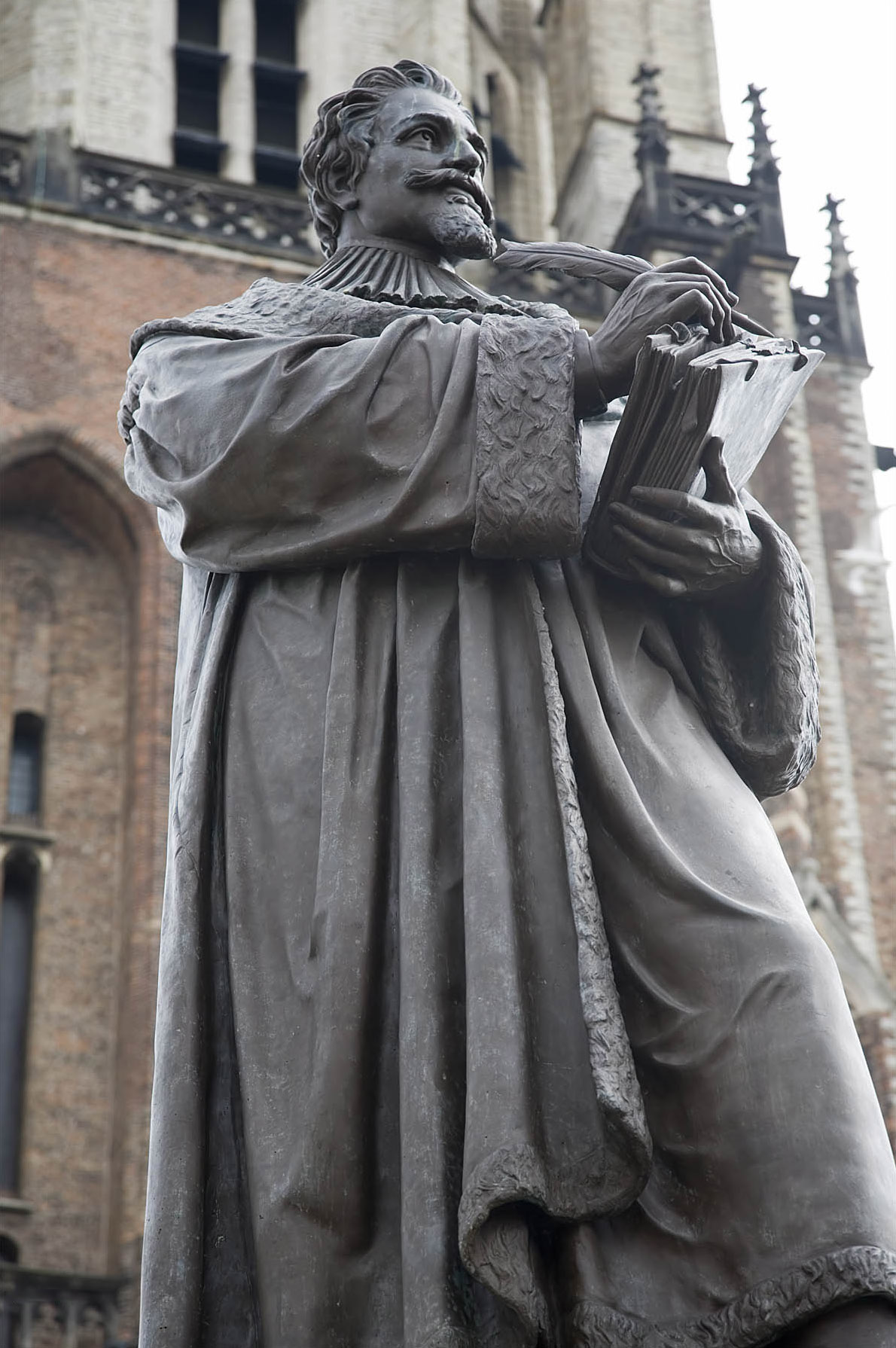
Statue de Hugo Grotius à Delft

L'édit « imposant la modération et la tolérance sur le ministère » est complété par Grotius par « trente et une pages de citations, portant principalement sur les Cinq articles des remontrants ».

#### La polémique entre Grotius et les contre-remontrants (1614-1617)
En réponse à Ordinum Pietas, le professeur Lubbertus publie en 1614 Responsio ad Pietatem Hugonis Grotii (Réponse à la Piété d'Hugo Grotius). Un peu plus tard, Grotius publie anonymement Bona Fides Sibrandi Lubberti (La bonne foi de Sibrandus Lubbertus) en réponse.
Jacobus Trigland (1583-1654), pasteur à Amsterdam depuis 1610, se joint à Lubbertus pour déclarer que la tolérance en matière de doctrine n'est pas admissible. Dans ses œuvres de 1615, Den Recht-gematigden Christen: Ofte vande waere Moderatie et Advys Over een Concept van moderatie, Trigland condamne les positions de Grotius.
Vers la fin de 1615, lorsque Antoine de Waele (1573-1639), professeur à Middelbourg, publie Het Ampt der Kerckendienaren (une réponse à la lettre de Johannes Wtenbogaert datant de 1610, publiée par Kurtkogaert), il en envoie une copie à Grotius. Il s'agit d'un travail « sur la relation entre gouvernement ecclésiastique et gouvernement laïc » d'un point de vue contre-remontrant modéré.
Au début de 1616, Grotius reçoit de son ami Gérard Vossius (1577-1649) une lettre de trente-six pages soutenant les vues remontrantes, Dissertatio epistolica de Iure magistratus in rebus ecclesiasticis.
Cette lettre constitue « une introduction générale sur l'(in)tolérance, principalement sur la prédestination et le sacrement [...] [et] une analyse détaillée, poussée et globalement défavorable de l'Ampt de Walaeus, justifiée par des références aux autorités anciennes et modernes. » 
Grotius ayant demandé quelques documents, « il reçut un trésor d'histoire ecclésiastique. [...] offrant des munitions à Grotius qui l'accepta avec gratitude ». Vers ce temps-là (avril 1616), Grotius se rend à Amsterdam dans le cadre de ses fonctions officielles, tentant de persuader les autorités civiles de se joindre à l'opinion majoritaire en Hollande sur la politique ecclésiastique.
Au début de 1617, Grotius débat de la question de savoir s'il faut donner aux contre-remontrants la possibilité de prêcher dans l'église Kloosterkerk de La Haye, alors que les remontrants contrôlent l'église Saint-Jacques (Grote Kerk) de cette ville (en juillet 1617, les contre-remontrants occupent illégalement la Kloosterkerk et Maurice de Nassau vient assister à un office religieux).
Au cours de cette période, des poursuites judiciaires sont intentées contre les États de Hollande par des pasteurs opposés aux protestations tandis que des émeutes suscitées par la controverse éclatent à Amsterdam.

### La crise politique (1617-1618)

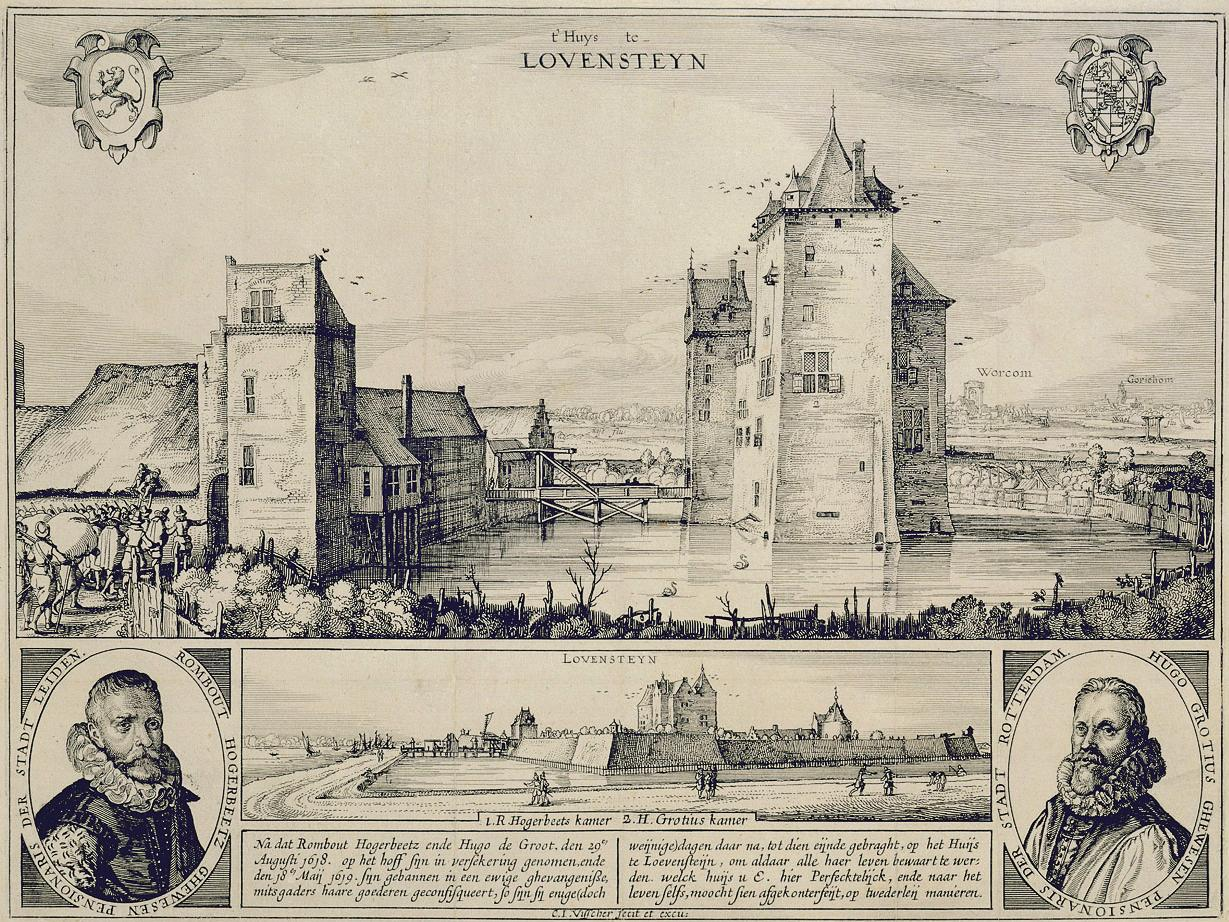
Château de Loevestein au moment de l'emprisonnement de Grotius en 1618-1621

#### La «rébellion» de Johan van Oldenbarnevelt (août 1617)
En raison de l'intensification du conflit religieux, Oldenbarnevelt propose finalement de donner aux autorités locales le droit de mobiliser des troupes afin de maintenir l'ordre : cette décision est actée par la Scherpe resolutie (« Résolution sévère ») des États de Hollande du 4 août 1617. Cette mesure constitue une atteinte à l'autorité du stathouder Maurice de Nassau[réf. nécessaire], en instituant des forces armées de niveau provincial, mais Oldenbarnevelt veut pouvoir intervenir contre des fauteurs de troubes, alors que Maurice est réticent pour réprimer l'agitation des contre-remontrants.
Au cours de cette période, Grotius continue de travailler sur la question de la politique ecclésiastique en complétant De Imperio Summarum Potestatum circa Sacra, au sujet des « relations entre les autorités religieuses et laïques [...] Grotius avait même caressé l'espoir que la publication de ce livre inverserait la tendance et ramènerait la paix de l'Église et de l'État ».

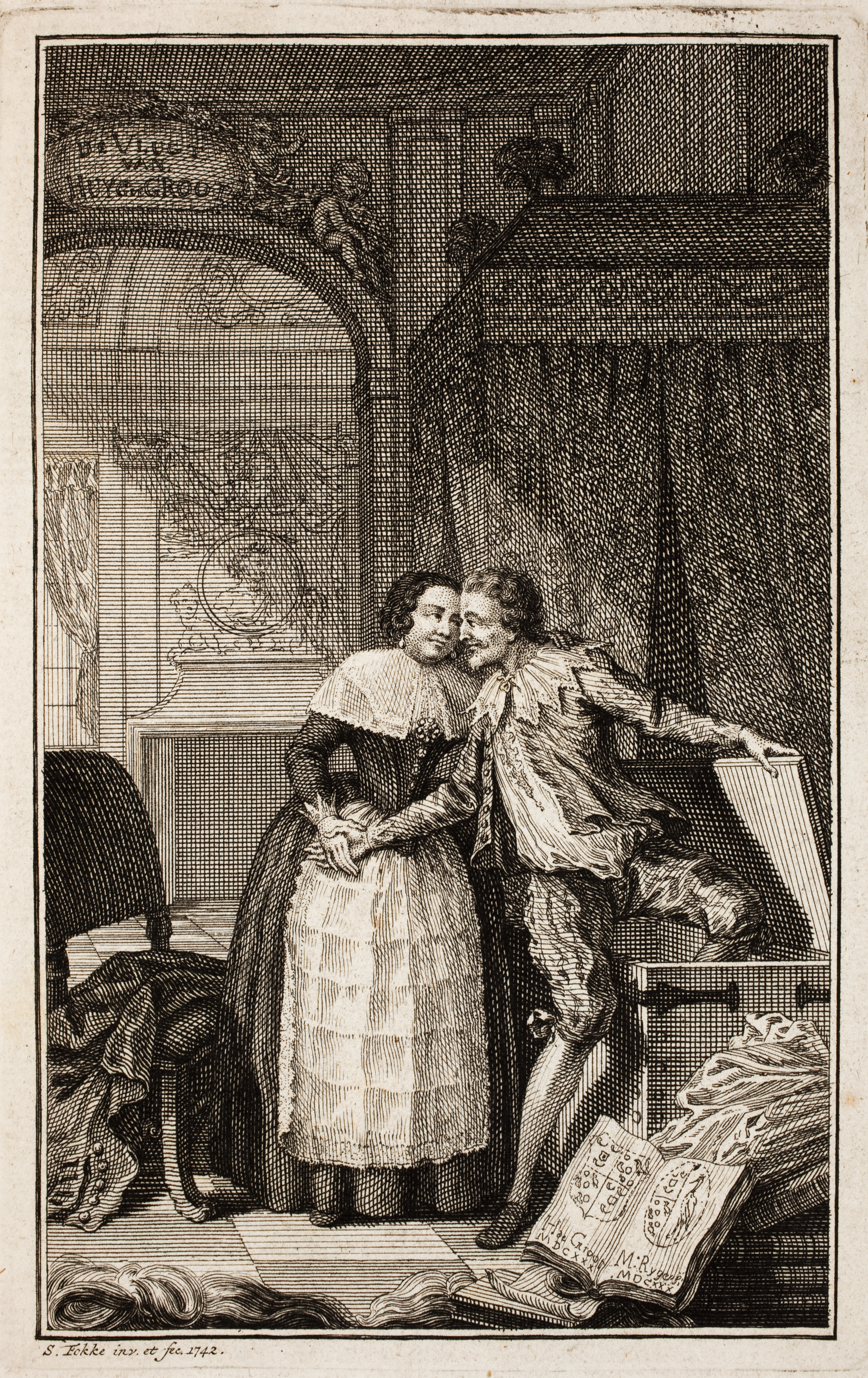
Évasion de Grotius du château de Loevestein en 1621

Un autre problème intervient lorsque la province de Hollande refuse le principe d'un synode national de l'Église réformée.

#### La réaction de Maurice de Nassau: l'arrestation des dirigeants hollandais (août 1618)
Le conflit prend fin brusquement en juillet 1618 lorsque, aux États généraux, une majorité autorise Maurice à licencier les troupes auxiliaires recrutées par la province d'Utrecht.
Grotius est alors envoyé en mission auprès des États provinciaux d'Utrecht pour les encourager à la résistance, mais l'armée de Maurice de Nassau l'emporte facilement, prenant le contrôle de la province d'Utrecht avant d'entrer en Hollande.
Les États généraux l'autorisent alors à arrêter Oldenbarnevelt, Grotius, Rombout Hogerbeets, pensionnaire de Leyde, et quelques autres. Leur arrestation a lieu le 29 août 1618.
Ils sont ensuite jugés par un tribunal spécial composé de juges délégués par les États généraux. Van Oldenbarnevelt est condamné à mort et décapité (mai 1619). Grotius est condamné à la prison à vie et incarcéré au château de Loevestein.

### L'emprisonnement à Loevestein (1619-1621)

#### Travaux
Durant son emprisonnement à Loevestein, Grotius rédige une justification de sa position : « Quant à mon point de vue sur le pouvoir des autorités [civiles] chrétiennes en matière ecclésiastique, je me réfère à mon [...] livret De Pietate Ordinum Hollandiae et plus particulièrement à un livre De Imperio summarum potestatum circa sacra, où j’ai traité la question plus en détail [...] Je peux résumer mes sentiments ainsi : que les autorités [civiles] devraient examiner la Parole de Dieu de manière si minutieuse qu’elles soient certaine de n’imposer rien qui soit contre elle ; si elles agissent de la sorte, elles auront en toute conscience le contrôle des églises et des cultes publics ; sans persécuter toutefois ceux qui ne sont pas sur le droit chemin[pas clair]. »

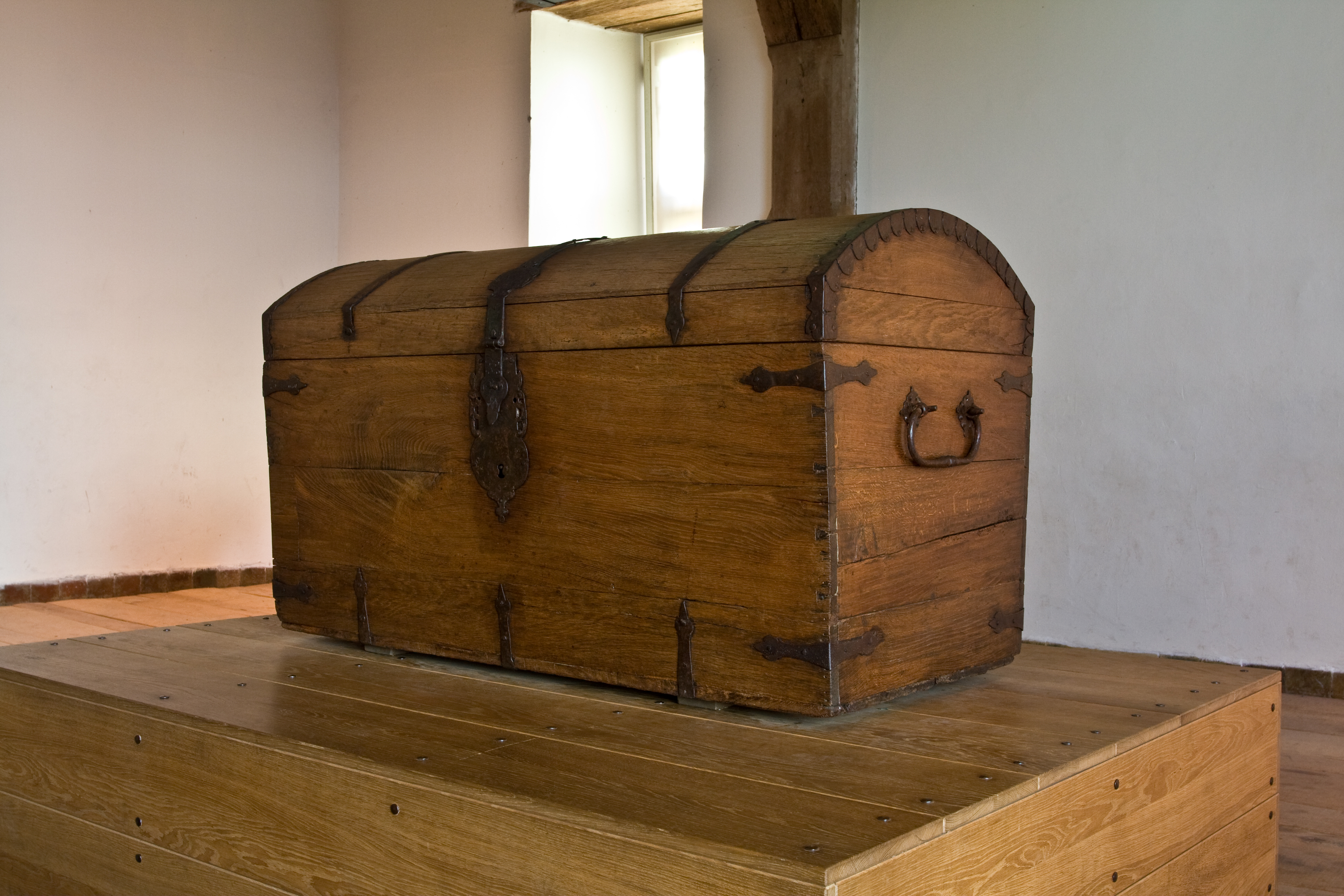
Un coffre à livres exposé à Loevestein, vraisemblablement celui dans lequel Grotius s'est échappé en 1621.

Ce point de vue privant de tout pouvoir les responsables de l’Église, certains d'entre eux, comme Johannes Althusius dans une lettre à Lubbertus, déclarent diaboliques les idées de Grotius.
En prison, Grotius écrit aussi en vers néerlandais une apologie du christianisme (Bewijs van den Waren Godsdienst).

#### L'évasion
En raison de ses travaux, Grotius est autorisé à recevoir des livres qui arrivent dans un coffre que des soldats vont chercher dans une famille amie de Gorinchem, et rapportent ensuite. Cette circonstance va permettre à Grotius de quitter la prison, moyennant un certain entraînement à la claustration et avec l'aide de son épouse et de leur servante, Elsje van Houwening.
C'est en 1621 que doit prendre fin la trêve de Douze Ans : la reprise de la guerre risque de rendre les choses plus difficiles. Aussi, le 22 mars, Grotius fait sa première tentative et réussit à s'échapper du château dans ce coffre à livres. À Gorinchem, il quitte le coffre et s'enfuit sous un déguisement d'ouvrier à Anvers, dans le duché de Brabant contrôlé par le roi d'Espagne. De là il gagne la France, où il s'installe à Paris.
Aujourd'hui aux Pays-Bas, il est particulièrement connu pour cette évasion audacieuse, dont un récit a été rédigé dès le XVIIe siècle par son biographe Gerard Brandt (1626-1685), à partir de renseignements fournie par Elsje, et qui est devenu un des épisodes célèbres de l'histoire des Provinces-Unies. Le Rijksmuseum d'Amsterdam et le musée du Prinsenhof de Delft prétendent d'ailleurs tous deux détenir le coffre à livres original.

### La vie de Grotius en exil
Grotius a vécu en France de façon quasi-continue de 1621 à 1644. Son séjour coïncide avec la période (1624-1642) durant laquelle le cardinal de Richelieu dirige la France sous l'autorité de Louis XIII. Le cardinal et Grotius sont des hommes de la même génération et meurent à trois ans d'intervalle.

#### Premier séjour à Paris
À Paris, les autorités[pas clair] lui octroient une pension annuelle.
Son ouvrage apologétique écrit en prison y est publié en 1622, puis il le traduit en prose latine et le publie en 1627 sous le titre De veritate religionis Christianae.
En 1625, il y publie son livre le plus célèbre, De iure belli ac pacis (« Le droit de la guerre et de la paix)»), qu'il dédie à Louis XIII. Cette publication marque la naissance du droit international public.
Mais les autorités lui sont toujours hostiles. Il s'installe alors à Hambourg, ville libre impériale du Saint-Empire.

#### Ambassadeur de Suède à Paris (1634-1645)
En 1634, Grotius a la possibilité de devenir ambassadeur de Suède en France. Axel Oxenstierna, régent au nom de Christine (1626-1689), souhaite en effet employer Grotius dans un poste où il a pour mission de négocier pour la Suède dans le cadre de la guerre de Trente Ans, dans laquelle la Suède joue un rôle de premier plan dans le même camp que la France.
Grotius accepte cette offre et s'installe à Paris.
Durant cette période, il s'intéresse à la question de l'unité des chrétiens et publie de nombreux textes ensuite regroupés sous le titre d'Opera Omnia Theologica.
En 1644, Christine de Suède commence à exercer réellement ses fonctions et le rappelle à Stockholm. Durant l'hiver 1644-1645, il se rend dans des conditions difficiles en Suède, pays qu'il décide de quitter durant l'été 1645. Mais le navire qui transporte Grotius fait naufrage, s'échouant près de Rostock. Malade et vaincu par les intempéries, Grotius meurt le 28 août 1645.
Il est inhumé à Delft le 3 octobre 1645, dans la Nieuwe Kerk.

## La méthodologie
Si Rousseau a peut-être exagéré en soutenant que Grotius s'appuie sur les poètes, il n’en demeure pas moins que pour cet auteur, les philosophes, les historiens et les poètes nous disent quelque chose des lois de la nature. Grotius écrit à ce propos :

« Je me suis aussi servi, pour prouver l’existence de ce droit [de la nature], du témoignage des philosophes, des historiens, des poètes et enfin des orateurs; non pas qu'on doive s’y fier indistinctement...; mais parce que, du moment où plusieurs individus, en différents temps et en divers lieux, affirment la même chose pour certaine, on doit rattacher cette chose à une cause universelle. Cette cause, dans les questions qui nous occupent, ne peut être autre qu'une juste conséquence procédant des principes de la nature ou d'un consentement commun. »

— Le Droit de la Guerre et de la paix, prolégomène XL
À la différence de ce qui est la norme au début du XXIe siècle, Grotius refuse de considérer l’éthique, la politique et le droit comme des objets séparés. Certes, il lui arrive de noter que les normes légales diffèrent de celles de la morale et de la politique, mais fondamentalement, son but est de trouver les principes qui sont à la base de toute norme. À ses yeux, ces principes dérivent de, ou sont fournis par, la Nature.

## Loi naturelle et droit naturel

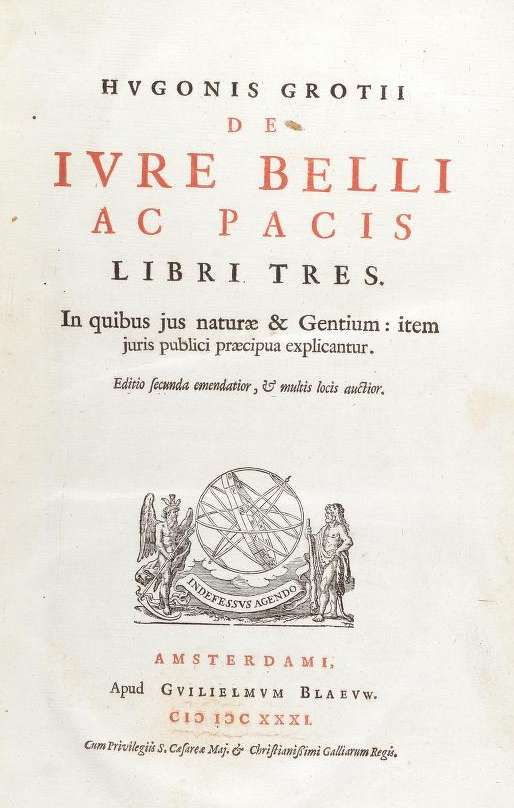
la,
l'œuvre majeure de Hugo Grotius

### De la loi naturelle au droit naturel: le contexte dans l'histoire longue
Les ambiguïtés historiographiques de la loi naturelle sont liées au passage souvent inaperçu d'une doctrine théologique de la loi naturelle dont Thomas d'Aquin est un bon représentant au XIIIe siècle à la doctrine théologique du droit naturel qui trouve son élaboration doctrinale la plus aboutie chez Suarez au XVIe siècle et l'école de Salamanque plus généralement.
Pour la première école, la loi naturelle est la participation en l'homme de la loi éternelle par mode d'inclination, comme l'inclination à la vie sociale et plus généralement au bien. La loi humaine est une détermination libre de la loi naturelle par l'homme qui participe ainsi à la providence de Dieu. La loi humaine, bien qu'impérative, ne saurait par suite être identifiée au bien. Son rôle est indicatif du bien, de l'id quod justum.
Mais il en va autrement de la seconde école. Le droit naturel est l'écriture par Dieu dans la raison naturelle de tout un ensemble de prescriptions universelles et immuables que tous peuvent connaître par la voix de la conscience. Ce droit naturel est assez indéterminé pour être complété par la loi humaine. Cette école identifie le jus et la lex.

### Grotius, héritier des débats scolastiques
Comme l'a bien montré  Peter Haggenmacher, Grotius est héritier d'un long débat de trois siècles, encore bien présent au début du XVIIe siècle, qui consiste à se demander si le ius est une oeuvre de raison ou de volonté et s'il désigne plutôt une relation à la chose, un droit subjectif ou encore une norme.

### La nature humaine selon Grotius
Selon Grotius la nature humaine est mue par deux principes : la préservation de soi et le besoin de société. Il a écrit :

« L'homme est, en effet, un animal, mais un animal d'une nature supérieure, et qui s'éloigne beaucoup plus de toutes les autres espèces d'êtres animés qu'elles ne différent entre elles. C'est ce que témoignent une quantité de faits propres au genre humain. Au nombre de ces faits particuliers à l'homme, se trouve le besoin de se réunir, c'est-à-dire de vivre avec les êtres de son espèce, non pas dans une communauté banale, mais dans un état de société paisible, organisée suivant les données de son intelligence, et que les stoïciens appelaient « état domestique ». Entendue ainsi d'une manière générale, l'affirmation que la nature n'entraîne tout animal que vers sa propre utilité ne doit donc pas être concédée. »

— Le Droit de la guerre et de la paix, prolégomène VI
La préservation de soi et la sociabilité sont toutes deux « à la fois rationnelles et non rationnelles, alliant la force de l'instinct irréfléchi à la pensée capable d'élaborer de bons desseins ». Il s'ensuit que pour avoir une existence correcte, le droit doit nous aider à respecter la propriété d'autrui et à nous engager dans la poursuite raisonnable de notre intérêt. Concernant le premier point, Grotius écrit : « ce souci de la vie sociale... est la source du droit proprement dit, auquel se rapportent le devoir de s'abstenir du bien d'autrui...; l'obligation de remplir ses promesses, celle de réparer le dommage causé par sa faute, et la distribution des châtiments mérités entre les hommes » (Le Droit de la guerre et de la paix, prolégomène VIII).
Concernant le second point, Grotius note : « L'homme a l'avantage... de posséder non seulement les dispositions à la sociabilité....mais un jugement qui lui fait apprécier les choses, tant présentes que futures, capables de plaire ou d'être nuisibles,....; on conçoit qu'il est convenable à la nature de l'homme... à la poursuite de ces choses, la direction d'un jugement sain, de ne se laisser corrompre ni par la crainte, ni par les séductions de jouissances présentes, de ne pas s'abandonner à une fougue téméraire. Ce qui est en opposition avec un tel jugement doit être considéré comme contraire aussi au droit de la nature, c'est-à-dire de la nature humaine » (Le Droit de la guerre et de la paix, prolégomène IX).
Il est à noter que dans l'approche de Grotius, l'existence d'un droit naturel à se préserver (vision incluant la préservation de ses biens, de sa vie, de sa liberté) et à vivre paisiblement en société est totalement compatible avec la loi divine. La nature (ici la nature humaine) n'est en effet pas une entité autonome, c'est une création divine. Philosophie des droits humains et théologie sont dans la logique de Grotius parfaitement compatibles. L'Ancien Testament, fait valoir Grotius, contient d'ailleurs des préceptes moraux confirmant la loi naturelle telle qu'il la définie (auto-préservation et vie paisible en société).
Le concept de loi naturelle chez Grotius a eu un fort impact sur les débats philosophiques et théologiques, ainsi que sur leurs développements politiques au cours des XVIIe et XVIIIe siècles. Parmi ceux qu'il influença, on trouve Samuel Pufendorf et John Locke, et par le biais de ces philosophes, sa pensée devint une part des fondements idéologiques de la Glorieuse révolution anglaise de 1688, et de la révolution américaine.

### La notion de droit (ius) chez Grotius
La théorie médiévale des droits (iura, le pluriel de ius) débute principalement avec Thomas d'Aquin pour qui le mot « droit » désigne la chose juste elle-même. Pour lui et ses successeurs directs, le droit est ce qui est conforme à la loi naturelle. Pour les médiévaux à la suite de Thomas d'Aquin, le droit est objectif et s'applique aux choses. Francisco Suarez, avant Grotius, a fait évoluer la notion ; de sorte que pour ce jésuite, « la stricte acceptation du droit » repose « sur la partie de pouvoir moral que chaque homme a sur sa propre propriété ou sur ce qui lui est dû ». En général, les spécialistes du droit naturel estiment que Grotius a beaucoup œuvré pour que le droit prenne sa signification actuelle et désigne les moyens ou le pouvoir de faire telle ou telle chose. Grotius écrit : « Le droit est une qualité morale attachée à l'individu pour posséder ou faire justement quelque chose. Ce droit est attaché à la personne » (Le Droit de la guerre et de la paix, I,1,IV). Grotius a également beaucoup fait pour qu'on parle moins du droit que des droits et pour que ces derniers soient perçus comme une matière première.

### Les quatre éléments clés du droit naturel de Grotius
| Éléments                         | Définitions des quatre éléments clés du droit naturel chez Grotius |
| -------------------------------- | --- |
| Source.                          | Dans le De iure belli, Dieu. Dans le De summa potestatum, la nature de l'action. De façon générale, on reconnaît le droit naturel en ce qu'il est en empathie avec les aspects rationnels et sociaux de la nature humaine. |
| Nature ou contenu.               | Il existe chez lui un ordre de priorités lexicales. Les deux premières priorités sont : respecter ce qui appartient à autrui et poursuivre ce qui sert notre vrai intérêt. |
| Force ou nature de l'obligation. | Dans le De iure belli, la nécessité de suivre la loi vient de Dieu. Puis la notion évolue. La loi naturelle est alors vue comme agissant sur notre conscience en lui imposant de nous conduire rationnellement de façon à veiller à notre préservation physique, morale et sociale. Chez Grotius, les êtres humains sont par conséquent enclins à la justice compensatoire ou réparatrice des violations du droit naturel. |
| Portée.                          | Tous les êtres humains, chrétiens ou pas. |

## La philosophie politique

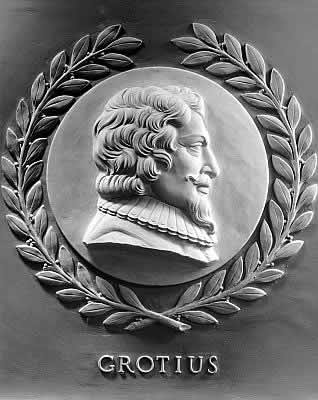
Bas relief en marbre d'Hugo Grotius à la Chambre des représentants des États-Unis

### Justice
Grotius, comme Cicéron, estime que tous les principes humains ne sont pas du même niveau. Certains étant plus importants que les autres. Toutefois, selon lui, la nature rationnelle de l'homme n'est pas rattachée à de très hautes valeurs morales ne pouvant être réalisées ici-bas. Aussi la loi naturelle n'est-elle pas rattachée à des idéaux. Si, comme Aristote, il distingue la justice commutative de la justice distributive, seule la justice commutative est une véritable justice à ses yeux.
« La justice a à voir fondamentalement avec la possession ou la propriété et est déterminée par ce que l'un possède plutôt que parce qu'il devrait avoir ou mériterait d'avoir ».
C'est pour cette raison qu'il donne une si grande importance aux droits qu'ont les gens, droits qu'ils peuvent réclamer devant la justice.
Michel Villey note que la justice sociale chez Grotius « est juste la somme de réclamations entièrement fortuites de droits individuels, pas l'adhésion à un objectif d'« ordre juste » ».
Contrairement à Aristote et à la tradition thomiste, pour Grotius, si l'homme est sociable, cela n'implique pas qu'il appartienne à un tout bien organisé. Il en résulte que la notion de loi naturelle, dans sa version protestante telle que développée par Grotius, n'est pas connectée avec une notion de monde idéal.

### Les droits comme source de conflits
Contrairement à ce que pense Hobbes, pour Grotius, le conflit est vu « comme le résultat d'une poursuite inappropriée de ses droits individuels ». Aussi, la tâche de la loi est-elle de prévenir ces conflits. Pour Grotius, il existe un ordre moral idéal à préserver, à l'inverse d'Hobbes qui considère qu'il existe un ordre à créer.

### La société civile, la souveraineté (imperium) et le gouvernement
Théoriquement, selon Grotius, sous l'effet de la loi naturelle, l'humanité devrait constituer une société universelle. Une idée que d'après Knud Haakonssen, il reprendrait aux stoïciens. Mais la corruption humaine rend impossible la vie selon la loi de la nature d'où la nécessité d'établir des autorités civiles. Si les causes de la formation d'une société civile sont diverses – conquête dans le cadre d'une juste guerre, punition ou contrat –, Grotius suppose que la société civile repose sur la souveraineté qui doit être volontairement consentie. Selon lui, la souveraineté doit être absolue, c'est-à-dire indivisible. Toutefois, l’exercice de cette souveraineté peut être varié. Elle peut être exercée par un gouvernement démocratique, aristocratique, monarchique ou mixte. En effet, Grotius a une vision purement légaliste de la souveraineté. Parlant de la puissance civile, il écrit : « on la dit souveraine, lorsque des actes ne sont pas dépendants de la disposition (ius) d'autrui, de manière à pouvoir être annulés au gré d'une volonté humaine étrangère » (Le Droit de la guerre et de la paix, I, II, VII, 1).
Grotius distingue la liberté individuelle (libertas personalis) et la liberté politique (libertas civilis) de participation au gouvernement. Pour lui, la liberté individuelle peut exister sous un pouvoir politique considéré comme absolu.

### La guerre et la paix
Grotius a également été à l'origine de la théorie de l'État et des relations entre États, désormais désignée en anglais par le terme Grotian (Grotien). Dans cette théorie, les États sont considérés comme faisant partie d'« une société internationale gouvernée par un système de normes. Normes qui ne dépendent pas de l'action d'une législature ou d'un législateur ». Ces normes n'empêchent pas Grotius de tenir compte de la réalité politique (Real Politick) et de considérer que les États poursuivent d'abord leurs propres intérêts. Pour cette raison, l'école grotienne (Grotian school) est souvent vue comme se positionnant entre le machiavélisme et le courant Kantien, parfois perçu comme excessivement idéaliste. Son réalisme se donne sur un minimalisme moral qui permet au droit naturel de s'adapter aux situations telles qu'elles surviennent au cours de l'histoire. Par exemple, il ne croit pas que le droit de propriété soit naturel mais il estime qu'il est adapté à l'évolution de la société. Pour lui, ce sont les lois des nations qui peuvent satisfaire les besoins des hommes présents, pas les lois de la Nature.

### Théorie gouvernementale de l'expiation
Grotius développe également une vision particulière de l'expiation du Christ connue sous le nom de « théorie gouvernementale de l'expiation ». Il théorise l'idée que la mort sacrificielle de Jésus s'était produite afin que le Père puisse pardonner tout en maintenant son règne juste sur l'univers. Cette vue, qui fut développée par des théologiens tels que John Miley, est devenue dominante dans l'arminianisme wesleyen au XIXe siècle[source insuffisante].

## Les écrits sur le droit international

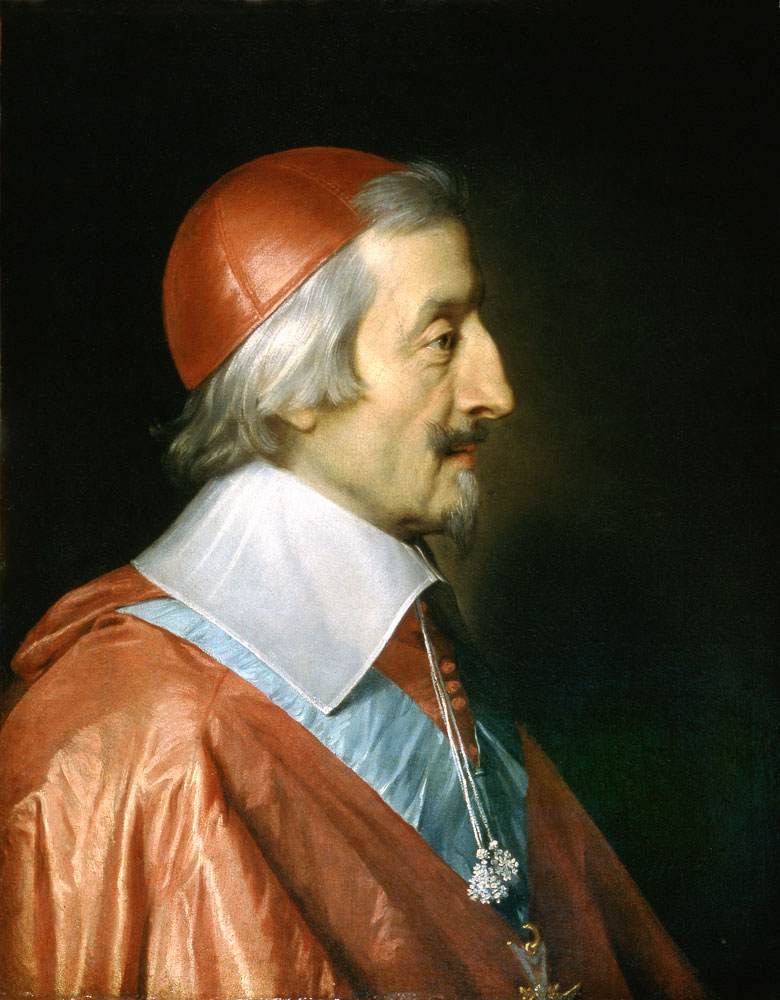
Le Cardinal de Richelieu par Philippe de Champaigne, Musée des beaux-arts de Strasbourg.

Grotius a été très chagriné quand le cardinal de Richelieu lui a déclaré : « Le plus faible a toujours tort en matière d'État ». En effet, une des idées fondamentales de ce juriste concernant la loi internationale, tient précisément à son refus de la loi du plus fort.

### De la liberté des mers
Dans son livre Mare Liberum (De la liberté des mers), Hugo Grotius a formulé le nouveau principe selon lequel la mer était un territoire international et que toutes les nations étaient libres de l'utiliser pour le commerce maritime.

### Le Droit de la guerre et de la paix(De Jure Belli ac Pacis)
Grotius vit à l'époque de la guerre de Quatre-Vingts Ans entre l'Espagne et les Pays-Bas et durant la guerre de Trente Ans qui oppose catholiques et protestants. La France, bien que catholique, est alliée aux protestants afin d'affaiblir les Habsbourg. Grotius, en tant qu'ambassadeur de Suède en France, participe aux négociations mettant fin à ce conflit. Le livre qui paraît en 1625 est dédicacé « à Louis XIII, Roi très chrétien des Frances et de Navarre ». Évoquant les conflits en cours, il note dans son livre :
— Prolégomènes XXVIII
L'ouvrage est divisé en trois livres. Dans le livre premier, il traite de l'origine du droit, de la question de la guerre juste et enfin des différences entre guerre publique et privé. Ce dernier point l'obligeant à traiter de la question de la souveraineté. Dans le deuxième livre, il expose les causes des guerres, ce qui l'amène à traiter de la propriété, des règles des successions sur les trônes, des pactes et contrats, du serment ainsi que des alliances. Enfin, il évoque la question des réparations. Le troisième livre est consacré à ce qui est permis durant la guerre.

## Vie personnelle
La devise personnelle de Grotius était Ruit hora (« Le temps file »); ses derniers mots furent : « En comprenant beaucoup de choses, je n’ai rien accompli » (Porte te porte, heb ik niets bereikt).
Parmi ses amis et connaissances notables, on compte le théologien François du Jon, le poète Daniel Heinsius, le philologue Gérard Vossius, l’historien Johannes van Meurs, l’ingénieur Simon Stevin, l’historien Jacques Auguste de Thou, l’orientaliste et érudit arabe Thomas van Erpe et le Français ambassadeur en République néerlandaise, Benjamin Aubery du Maurier, qui lui a permis d'utiliser le courrier diplomatique français au cours des premières années de son exil. Il était également ami avec le jésuite brabançon André Schott.
Grotius fut le père du régent et diplomate Pieter de Groot.

## Influence de Grotius

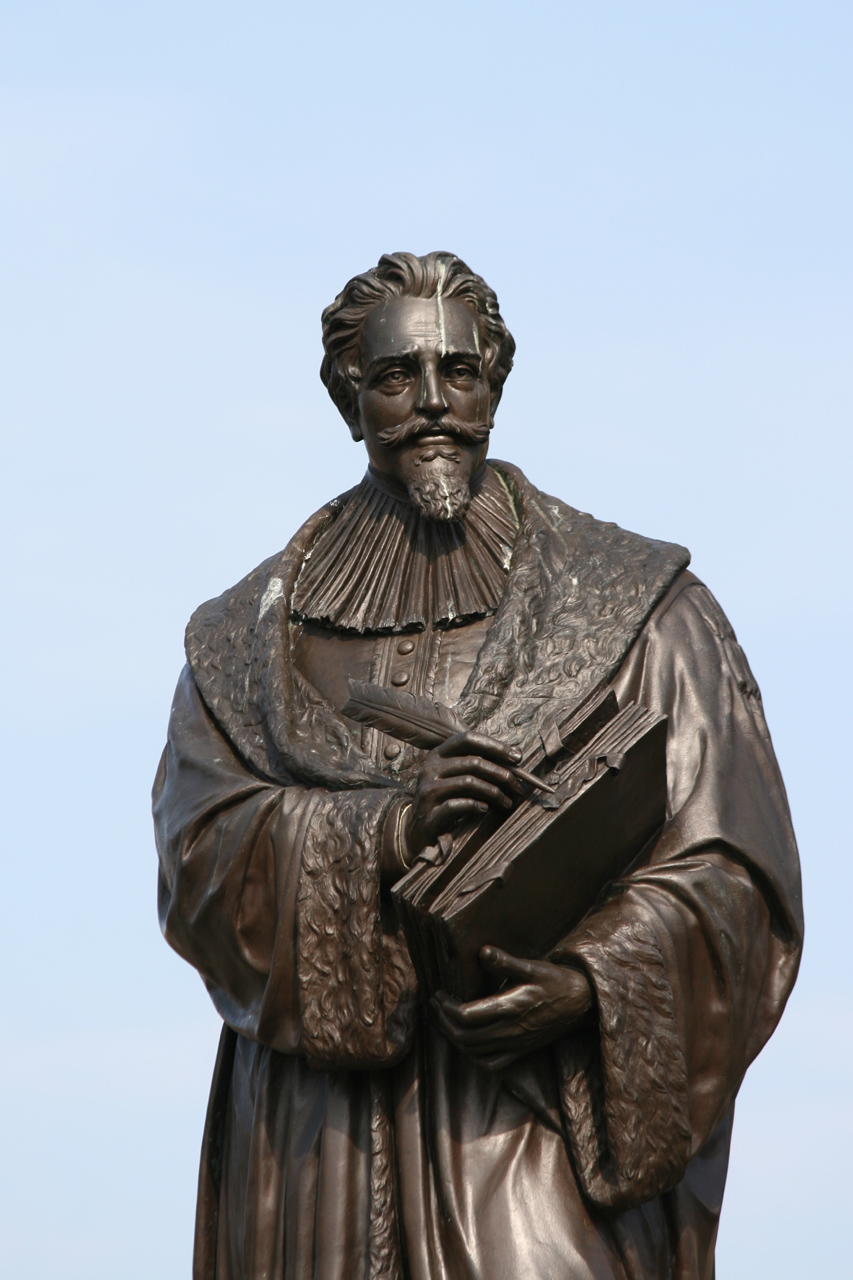
Statue de Hugo Grotius à Delft.

### De son époque à la fin duXVIIIesiècle
La légende veut que le roi de Suède Gustave II Adolphe ait conservé le De Jure belli ac pacis libri tres à côté de la Bible sur sa table de chevet. À l'inverse, le roi Jacques Ier d'Angleterre réagit très négativement à la présentation de l'ouvrage par Grotius lors d'une mission diplomatique.
Certains philosophes, notamment protestants, tels Pierre Bayle, Leibniz, et les principaux représentants des Lumières écossaises – Francis Hutcheson, Adam Smith, David Hume, Thomas Reid – le tiennent en haute estime.
Les Lumières françaises sont beaucoup plus critiques. Voltaire le trouve ennuyeux et Rousseau développe une conception alternative de la nature humaine. Pufendorf, un autre théoricien de la notion de loi naturelle, est également sceptique. Toutefois, son ouvrage De Jure Belli ac Pacis reste très étudié au sein de l'Académie politique (1712-1722).

### Commentaires duXIXesiècle
Andrew Dickson White a écrit :

« Au milieu de tous ces fléaux maléfiques, à un moment qui paraissait totalement désespéré, à un endroit dans l’espace apparemment sans défense, dans une nation où chaque homme, femme et enfant était sous le coup d’une condamnation à mort de son souverain, est né un homme qui a œuvré comme nul autre pour la rédemption de la civilisation de la cause principale de toute cette misère; qui a imaginé pour l'Europe les préceptes de la juste raison en droit international; qui les a fait entendre; qui a donné un noble changement au cours des affaires humaines; dont les pensées, les raisonnements, les suggestions et les appels ont créé un environnement dans lequel une évolution de l’humanité se poursuit. »

En revanche, Robert A. Heinlein a écrit une satire de l’approche gouvernementale Grotienne de la théologie dans Les Enfants de Mathusalem : «Il y a une vieille histoire sur un théologien à qui il a été demandé de réconcilier la doctrine de la Miséricorde Divine avec la doctrine de la damnation infantile. « Le Tout-Puissant », a-t-il expliqué, « juge nécessaire, dans l'exercice de ses fonctions officielles et publiques, de commettre des actes qu'il déplore dans ses capacités personnelles et privées. »

### Regain d'intérêt auXXesiècleet débats sur l'originalité de l’œuvre
L'influence de Grotius décline à la suite de la montée en puissance du positivisme dans le domaine de la loi internationale et du déclin du droit naturel en philosophie. La Fondation Carnegie a néanmoins fait rééditer et retraduire le Droit de la guerre et de la paix après la Première Guerre mondiale. À la fin du XXe siècle, son œuvre suscite un regain d'intérêt tandis que se développe une controverse sur l'originalité de son œuvre éthique. Pour Irwing, Grotius ne ferait que reprendre les apports de Thomas d'Aquin et de Francisco Suarez. Au contraire, Schneeewind soutient que Grotius a introduit l'idée que « le conflit ne peut être éradiqué et ne pourrait être écarté, même en principe, par le savoir métaphysique le plus complet qu'il soit possible de la façon dont le monde est constitué »,.
En ce qui concerne la politique, Grotius est le plus souvent considéré non pas tant comme ayant apporté des idées nouvelles, mais plutôt comme celui qui a introduit une nouvelle façon d'aborder les problèmes politiques. Pour Kingsbury et Roberts, « la plus importante contribution directe de [Droit de la guerre et de la paix réside] dans sa façon de rassembler systématiquement les pratiques et autorités sur le sujet traditionnel mais fondamental du jus belli, qu'il organise pour la première fois à partir d'un corps de principes enracinés dans la loi de la nature ».

## Œuvres

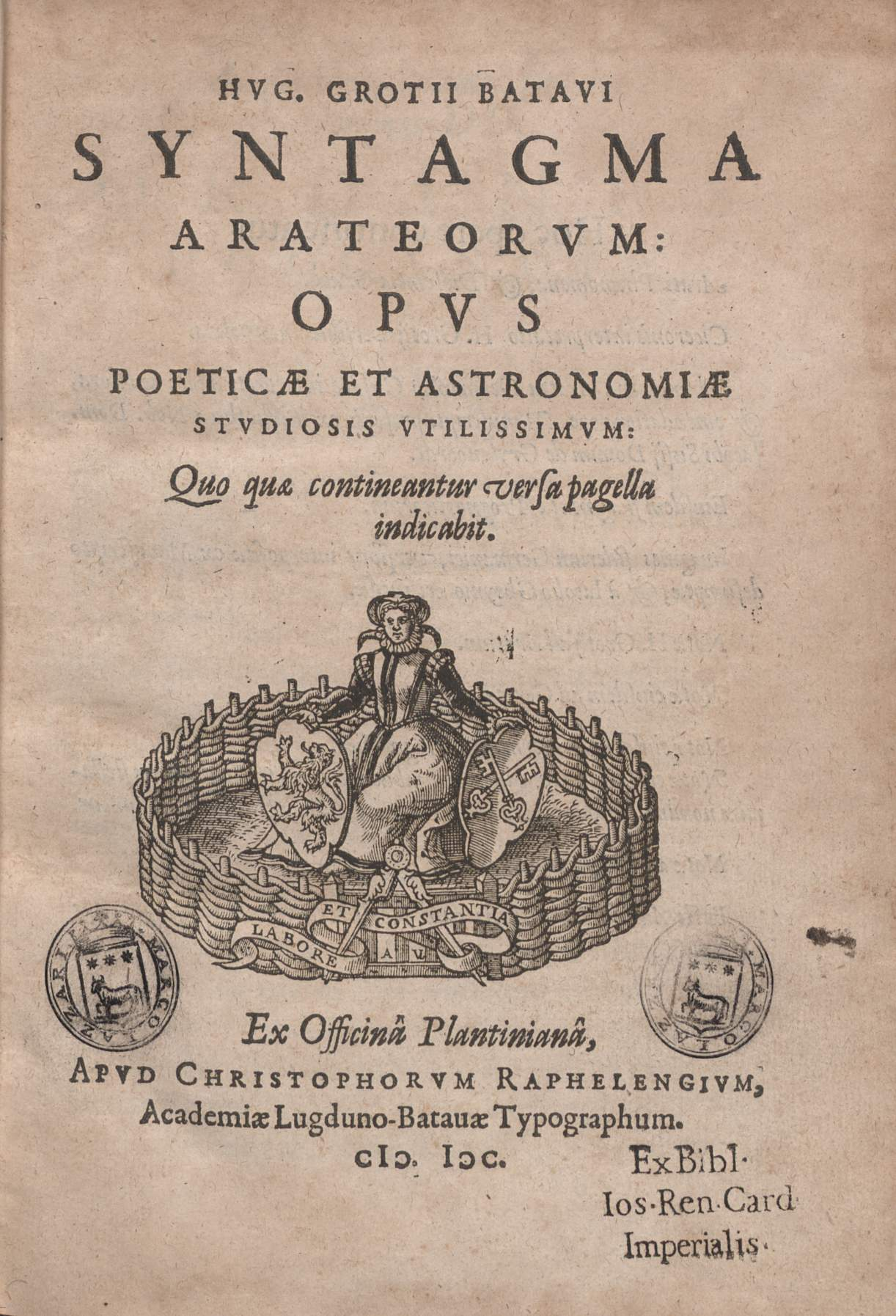
Batavi Syntagma Arateorum

Annotationes ad Vetus Testamentum, 1732

La Bibliothèque du Palais de la Paix à La Haye conserve la Collection Grotius, constituée d'un grand nombre de livres de, et sur, Hugo Grotius. La collection a été fondée grâce à une donation de Martinus Nijhoff de cinquante-cinq éditions de De jure belli ac pacis libri tres.
- (la) Martiani Minei Felicis capellae Carthaginiensis viri proconsulaire Satyricon, dans le duo quo De nuptiis Philologiae & Mercurij, & De septem artibus liberibus libri singulares. Omnes, & emendati, & Notis, siue Februis Hug. Grotii illustrati [Le Satyricon de Martianus Minneus Félix Capella, un homme de Carthage, qui comprend les deux livres Sur le mariage de la philologie et de Mercure et le livre Sur les sept arts libéraux. Tout, y compris les corrections, les annotations ainsi que les suppressions et les illustrations de Hug. Grotius] - 1599
- (la) Adamus exul (L'exil d'Adam; tragédie) - 1601
- (la) De republica emendanda (Pour améliorer la république hollandaise) - 1601
- (la) Parallelon rerumpublicarum (Comparaison de constitutions) - 1602
- (la) De iure Praedae (DIP) (Sur le droit de capture) - 1604
- (la) De Indis (Sur les Indes; manuscrit 1604-05)
- (la) Christus patiens (La Passion du Christ; tragédie) - 1608
- (la) Mare liberum (Les Mers Libres) - 1609[54]
- (la) De antiquitate reipublicae Batavicae (L'histoire de la république hollandaise) - 1610
- (la) Meletius manuscrit 1611
- (la) Annales et Historiae de rebus Belgicis (Annales et Histoire de la Guerre des Pays-Bas) - manuscrit 1612-13
- (la) Ordinum Hollandiae ac Westfrisiae pietas (La piété des États de Hollande et de la Frise occidentale) - 1613
- (la) De imperio resumeum potestatum circa sacra (Sur le pouvoir des souverains en matière d'affaires religieuses) - manuscrit 1614-1717
- (la) De satisfactione Christi adversus Faustum Socinum (Sur la satisfaction du Christ contre [les doctrines de] Faustus Socinus) - 1617
- (la) Defensio fidei catholicae de satisfactione (Défense de la foi chrétienne)- 1617
- (la) Apologeticus (Défense des actes ayant conduit à son arrestation) fut pendant longtemps l'unique source de ce qui se passa lors du procès de Grotius en 1619, car le procès-verbal d'audience n'avait pas été publié à l'époque.
- (la) Bewijs van den waaren godsdienst (Preuve de la vraie religion; poème didactique) - 1622
- (la) De jure belli ac pacis (DIB) (Sur les lois de la guerre et de la paix) - 1625 [70],[71]
- (la) De veritate religionis Christianae (Sur la vérité de la religion chrétienne) - 1627
- (la) Inleydinge tot de Hollantsche rechtsgeleertheit (Introduction à la loi hollandaise) - 1631
- (la) Sophompaneas (Joseph; tragédie) - 1635
- (la) D'origine gentium Americanarum dissertatio (Mémoire sur l'origine des peuples américains) - 1642
- (la) Via ad pacem ecclesiasticam (Le chemin vers la paix religieuse) - 1642
- (la) Annotationes in Vetus Testamentum (Commentaires sur l'Ancien Testament) - 1644
- (la) De imperio summarum potestatum circa sacra (Sur le pouvoir des souverains concernant les affaires religieuses) - 1647
- (la) De fato (Sur le destin) - 1648
- (la) Annotationes in Novum Testamentum (Commentaires sur le Nouveau Testament) - 1641-1650
- (la) Annales et historiae de rebus Belgicis (Annales et histoire des Pays-Bas) - 1657

### Citations
1. ↑  Georges Gurvitch, « La philosophie du droit de Hugo Grotius et la théorie moderne du droit international (À L'occasion Du Tricentenaire Du De Jure Ac Pacis, 1625-1925) », Revue de Métaphysique et de Morale, vol. 34, no 3,‎ 1927, p. 365–391.
2. ↑  Bull, Roberts et Kingsbury 2003.
3. ↑  Thumfart 2009.
4. ↑  La traduction de l'approximation de π par Archimède faite par Jan Cornets de Groot pour van Ceulen est évoquée dans (en) John J. O'Connor et Edmund F. Robertson, « Ludolph Van Ceulen », sur MacTutor, université de St Andrews.
5. ↑  En 1593, il fait partie des mathématiciens du monde entier pressentis par Adrien Romain pour résoudre son équation de degrés 45, et dont François Viète triomphera.
6. ↑  Vreeland 1917, chap 1.
7. ↑  Stahl 1965.
8. ↑  von Siebold 1847.
9. 1 2 3 4  Miller 2014, p. 2.
10. 1 2  van Ittersum 2006, Chap. 1.
11. ↑  « Selden », dans Louis-Gabriel Michaud, Biographie universelle ancienne et moderne : histoire par ordre alphabétique de la vie publique et privée de tous les hommes avec la collaboration de plus de 300 savants et littérateurs français ou étrangers, 2e édition, 1843-1865 [détail de l’édition], vol. 39, p. 2.
12. ↑  Selden 1652.
13. ↑  Nussbaum 1947.
14. 1 2  Vreeland 1917, chap 3.
15. 1 2 3  Miller 2014, p. 3.
16. ↑  Grotius et Rabbie 1995.
17. ↑  Nijenhuis 1972.
18. ↑  Cette conférence est attestée par le dictionnaire de Pierre Bayle, article « Acronius » disponible sur Wikisource : « Ruard Acronius fut l’un des six tenans des réformés contre les arminiens, dans la fameuse conférence de la Haye, en 1611. »
19. 1 2 3 4 5 6 7 8 9 10 11  Van Dam 1994.
20. ↑  Vreeland 1917, Appendix. Un édit de traduction est imprimé intégralement en annexe
21. ↑  Voir Meletius (1611), De imperio summarum potestatum circa sacra (achevé en 1617 et publié en 1647)
22. ↑  Grotius et Blom 2009.
23. ↑  Israel 1995.
24. ↑  Slot Loevestein 2019.
25. ↑  Miller 2014, p. 4.
26. 1 2  « Hugo Grotius », sur Bibliothèque diplomatique numérique (consulté le 11 juin 2024)
27. 1 2 3  (en) Henk Nellen, « Maria van Reigersberch: Wife of Hugo Grotius », dans Immi Tallgren, Portraits of Women in International Law: New Names and Forgotten Faces?, Oxford University Press, 2023 (ISBN 9780198868453, lire en ligne), p. 77-84
28. ↑  Miller 2014, p. 8.
29. ↑  Grotius 2005, p. 10.
30. 1 2  Miller 2014, p. 10.
31. ↑  Thomas d'Aquin, Summa Theologiae, IIa IIae, q. 60, resp.
32. ↑  Franciscus Suarez, De legibus ac Deo legislatore, II, 14, 16
33. ↑  Peter Haggenmacher, Grotius et la doctrine de la guerre juste, dans lequel l’auteur fait la genèse d’une pensée du droit naturel, « III. La nouvelle physionomie du “Ius” et le remaniement du droit naturel »., Genève, Graduate Institute Publications, coll. « International », 2014 (lire en ligne)
34. 1 2 3 4  Miller 2014, p. 13.
35. ↑  Grotius 2005, p. 9.
36. 1 2  Grotius 2005, p. 11.
37. ↑  Wolf 1986.
38. ↑  Elze 1958.
39. ↑  Waldron 2002.
40. 1 2 3 4  Miller 2014, p. 17.
41. ↑  Miller 2014, p. 12.
42. ↑  Miller 2014, p. 15.
43. ↑  Miller 2014, p. 16.
44. ↑  Forde 1998, p. 640.
45. 1 2  Forde 1998, p. 641.
46. ↑  Villey 1962, Chap. 11.
47. ↑  Grotius 2005, p. 249.
48. ↑  Haakonssen 1985, p. 240.
49. ↑  Haakonssen 1985, p. 244.
50. 1 2  Haakonssen 1985, p. 245.
51. 1 2 3 4 5 6 7  Miller 2014, p. 25.
52. ↑  Tooley 2013, p. 184.
53. ↑  Miller 2014, p. 9.
54. 1 2  Grotius 1845.
55. ↑  Grotius 2005, p. 19.
56. ↑  Grotius 2005, p. 20.
57. 1 2  Grotius 2005, p. 21.
58. ↑  Miller 2014, . Bien qu'ils soient probablement apocryphes, ses derniers mots supposés - «En comprenant beaucoup de choses, je n’ai rien accompli» - évoquent la durée de son travail et son évaluation personnelle des résultats..
59. ↑  H.M. 1988, note 67.
60. ↑  White 1910.
61. ↑  Heinlein 1958.
62. ↑  Forde 1998, p. 639.
63. ↑  Action Institute 2010.
64. ↑  Irving 2008.
65. ↑  Schneewind 1993.
66. ↑  Bull, Roberts et Kingsbury 2003, Introduction.
67. ↑  Miller 2014, p. 24.
68. ↑  Peace Palace (The Hague) 1983.
69. ↑  van Bunge 2017.
70. ↑  Grotius 1724a.
71. ↑  Grotius 1724b.

### Sources
- (en) Action Institute, « Hugo Grotius », Religion & Liberty, vol. 9, no 6,‎ 2010 (lire en ligne)
- (en) Hedley Bull, Adam Roberts et Benedict Kingsbury, Hugo Grotius and International Relations, Oxford, Oxford UP, 2003 (ISBN 978-0-19-825569-7)
- (de) M. Elze, « Grotius, Hugo », Die Religion in Geschichte und Gegenwart, Tübingen (Germany), Mohr, vol. 3,‎ 1958
- (en) Steven Forde, « Hugo Grotius on Ethics and War », The American Political Science Review, vol. 92, no 3,‎ 1998, p. 639–648 (DOI 10.2307/2585486, JSTOR 2585486)
- Hugo Grotius (trad. A. Guichon de Grandpont), Dissertation de Grotius sur la liberté des mers, Paris, Impr. royale, 1845 (lire en ligne)
- (en) Hugo Grotius et Edwin Rabbie, Hugo Grotius : Ordinum Hollandiae ac Westfrisiae Pietas, 1613., New York, Brill, 1995
- Hugo Grotius, Le droit de la guerre et de la paix, vol. 1, Amsterdam, Pierre de Coup, 1724a (lire en ligne)
- Hugo Grotius, Le droit de la guerre et de la paix, vol. 2, Amsterdam, Pierre de Coup, 1724b (lire en ligne)
- (en) Hugo Grotius et Hans W. Blom, Property, Piracy and Punishment: Hugo Grotius on War and Booty in De Iure Praedae – Concepts and Contexts, Leiden, Brill, 2009
- Hugo Grotius, Le droit de la guerre et de la paix, Paris, puf, 2005, réédition de la traduction de Paul Pradier-Fodéré de 1867.
- (en) Knud Haakonssen, « Hugo Grotius and the History of Political Thought », dans Political Theory, vol.13:239-265, 1985
- (en) Guillaume Heinlein, Hugo Grotius, Meletius sive De iis quae inter Christianos conveniunt Epistola : Critical Edition with Translation, Commentary and Introduction, Brill, 1988, p. 33
- (en) Robert A. H.M., Revolt in 2100 & Methuselah's Children, Riverdale, New York, Baen, 1958, p. 324–325
- (en) Terence Irving, The Development of Ethics, Oxford, Oxford University Press, 2008
- (en) Jonathan Israel, The Dutch Republic : Its Rise, Greatness, and Fall 1477–1806, Oxford, Clarendon Press, 1995, 447–449 p. (ISBN 0-19-873072-1)
- (en) John Miller, « Hugo Grotius », Stanford Encyclopedia of Philosophy, Stanford, Stanford University,‎ 2014 (lire en ligne)
- (en) Willem Nijenhuis, Ecclesia reformata : Studies on the Reformation, Leiden, Netherlands, Brill, 1972
- (en) Arthur Nussbaum, A concise history of the law of nations, New York, Macmillan Co., 1947 (lire en ligne), p. 62
- (en) Peace Palace (The Hague), Catalogue of the Grotius Collection, Assen, Van Gorcum, 1983
- (en) J.B. Schneewind, « Kant and natural law ethics », dans Ethics, vol.104:53-74, 1993
- (en) John Selden, Mare Clausum. Of the Dominion, or, Ownership of the Sea, Londres, Printed by William Du-Gard, by appointment of the Council of State and sold at the Sign of the Ship at the New Exchange, 1652 (lire en ligne)
- (nl) Slot Loevestein, « Hugo de Groot - Slot Loevestein », Slot Loevestein,‎ 2019 (lire en ligne, consulté le 28 novembre 2019)
- (en) William H. Stahl, « To a Better Understanding of Martianus Capella », Speculum, vol. 40, no 1,‎ 1965, p. 102–115 (DOI 10.2307/2856467, JSTOR 2856467)
- (en) Johannes Thumfart, « On Grotius's Mare liberum and Vitoria's de indis, following Agamben and Schmitt », Grotiana, vol. 30, no 1,‎ 2009, p. 65–87 (lire en ligne)
- (en) W. Andrew Tooley, Reinventing Redemption : The Methodist Doctrine of Atonement in Britain and America in the Long Nineteenth Century (Phd thesis), Stirling, University of Stirling, 2013 (lire en ligne)
- (en) Wiep van Bunge, « Grotius, Hugo », Bloomsbury, England,‎ 2017
- (en) Harm-Jan Van Dam, Hugo Grotius Theologian – Essays in Honor of G.H.M. Posthumus Meyjes, New York, E.J. Brill, 1994, « De Imperio Summarum Potestatum Circa Sacra »
- (en) Martine Julia van Ittersum, Hugo Grotius, Natural Rights Theories and the Rise of Dutch Power in the East Indies 1595–1615, Boston, Brill, 2006, 538 p. (ISBN 978-90-04-14979-3)
- Michel Villey, Leçons d'histoire de la philosophie du droit, Paris, Dalloz, 1962
- Philipp Franz von Siebold, « Nécrologie de Jhr. Hugo Cornets de Groot », Le Moniteur des Indes-Orientales et Occidentales, vol. 3, 2e partie,‎ 1847, p. 3 (lire en ligne)
- (en) Hamilton Vreeland, Hugo Grotius : The Father of the Modern Science of International Law, New York, Oxford University Press, 1917, 258 p. (ISBN 978-0-8377-2702-8, lire en ligne)
- (en) Jeremy Waldron, God, Locke, and Equality : Christian Foundations in Locke's Political Thought, Cambridge (UK), Cambridge University Press, 2002, 189, 208 (ISBN 978-0-521-89057-1, lire en ligne)
- (en) Andrew Dickson White, Seven great Statesmen in the warfare of humanity with unreason By Andrew Dickson White, New York, Century Co, 1910
- (de) Ernst Wolf, « Naturrecht », Die Religion in Geschichte und Gegenwart, Tübingen (Germany), Mohr, vol. 3,‎ 1986

#### En français
- Peter Haggenmacher, Grotius et la doctrine de la guerre juste, Paris, Presses Universitaires de France, 1983
- Jean Mathieu Mattei, Histoire du droit de la guerre (1700-1819), Introduction à l'histoire du droit international, avec une biographie des principaux auteurs de la doctrine de l'antiquité à nos jours, Aix en Provence, Presses universitaires d'Aix en Provence, 2006
- Henk J. Nellen, « Grotius et le monde intellectuel parisien », Nederlands archief voor kerkgeschiedenis, vol. 80, no 3,‎ 2000, p. 282-295 (lire en ligne)
- Jan Rohls, « Autorité de l’État et de l’Église chez Hugo Grotius », Caliban, vol. 17,‎ 2005, p. 197-205 (lire en ligne)
- Claude Sutto, « Hugo Grotius et les questions religieuses », Canadian Journal of Netherlandic Studies, vol. 4, no 1,‎ 1985, p. 23–39 (lire en ligne)
- Roger-Armand Weigert, « Les demeures de Grotius à Paris (1621-1645): DOCUMENTS INÉDITS », Bulletin de la Société de l'Histoire du Protestantisme Français (1903-2015), vol. 95,‎ 1946, p. 137-151 (lire en ligne)
- Hugo Grotius. Bibliothèque diplomatique numérique. Consulté en ligne le 11 juin 2024 (lire en ligne)

#### En anglais
- (en) Andrew Blom, « Hugo Grotius », dans Internet Encyclopedia of Philosophy, 2016 (lire en ligne)
- (en) Annabel Brett, « Natural Right and Civil Community: The Civil Philosophy of Hugo Grotius », The Historical Journal, vol. 45, no 1,‎ 2 avril 2002, p. 31–51 (DOI 10.1017/S0018246X01002102)
- (en) William Lane Craig, The Historical Argument for the Resurrection of Christ During the Deist Controversy, Lewiston, Edwin Mellen Press, 1985
- (en) Avery Dulles, A History of Apologetics, Eugene, Oregon, Wipf & Stock, 1999
- (en) Hansong Li, « Time, right and the justice of war and peace in Hugo Grotius's political thought », History of European Ideas, vol. 45, no 4,‎ 24 décembre 2018, p. 536–552 (DOI 10.1080/01916599.2018.1559750)
- (en) William Rattigan et Manson, Edward William Donoghue, Great Jurists of the World, Londres, John Murray, 1913, 169–184 p. (lire en ligne), « GROTIUS »
- (en) E. Thomson, « France's Grotian moment? Hugo Grotius and Cardinal Richelieu's commercial statecraft », French History, vol. 21, no 4,‎ 15 novembre 2007, p. 377–394 (DOI 10.1093/fh/crm053)
- (en) Jan Waszink, « Lipsius and Grotius: Tacitism », History of European Ideas, vol. 39, no 2,‎ 13 septembre 2012, p. 151–168 (DOI 10.1080/01916599.2012.679114)

#### En allemand
- (de) Klaus Kowalski, Das Vertragsverständnis des Hugo Grotius. Zwischen Gerechtigkeit, Treue und Rechtsübertragung, Cologne, Böhlau, 2022 (PMCID 248843705, DOI 10.7788/9783412524944)
- Christian Gizewski: Hugo Grotius und das antike Völkerrecht. In: Der Staat. 32 Jg. 1993, Heft 3, S. 325–355 (Volltext).
- Hasso Hofmann: Hugo Grotius. In: Michael Stolleis (Hrsg.): Staatsdenker in der Frühen Neuzeit. C. H. Beck, München (3. Auflage) 1995,  (ISBN 3-406-39329-2), S. 52–77.
- Arthur Löwenstamm: Hugo Grotius’ Stellung zum Judentum. Breslau 1929.
- (de) Ralph Tuchtenhagen (de), « Grotius (de Groot), Hugo », dans Biographisch-Bibliographisches Kirchenlexikon (BBKL), vol. 17, Herzberg, 2000 (ISBN 3-88309-080-8, lire en ligne), colonnes 505-508 (Article sur Internet Archive)
- Erik Wolf: Grosse Rechtsdenker der deutschen Geistesgeschichte. 4. Auflage. Mohr Siebeck, 1963,  (ISBN 3-16-627812-5), S. 253–310.